# Saint-Laurent-de-Condel
Saint-Laurent-de-Condel település Franciaországban, Calvados megyében. Lakosainak száma 510 fő (2022. január 1.). Saint-Laurent-de-Condel Barbery, Boulon, Espins, Fresney-le-Vieux, Grimbosq, Les Moutiers-en-Cinglais és Mutrécy községekkel határos.

## Népesség
A település népessége az elmúlt években az alábbi módon változott:
| Lakosok száma | 341  | 413  | 413  | 507  | 473  | 483  | 501  | 508  | 507  | 510  |
|               | 1968 | 1982 | 1990 | 2006 | 2013 | 2015 | 2017 | 2019 | 2020 | 2022 |